# 修頓中心

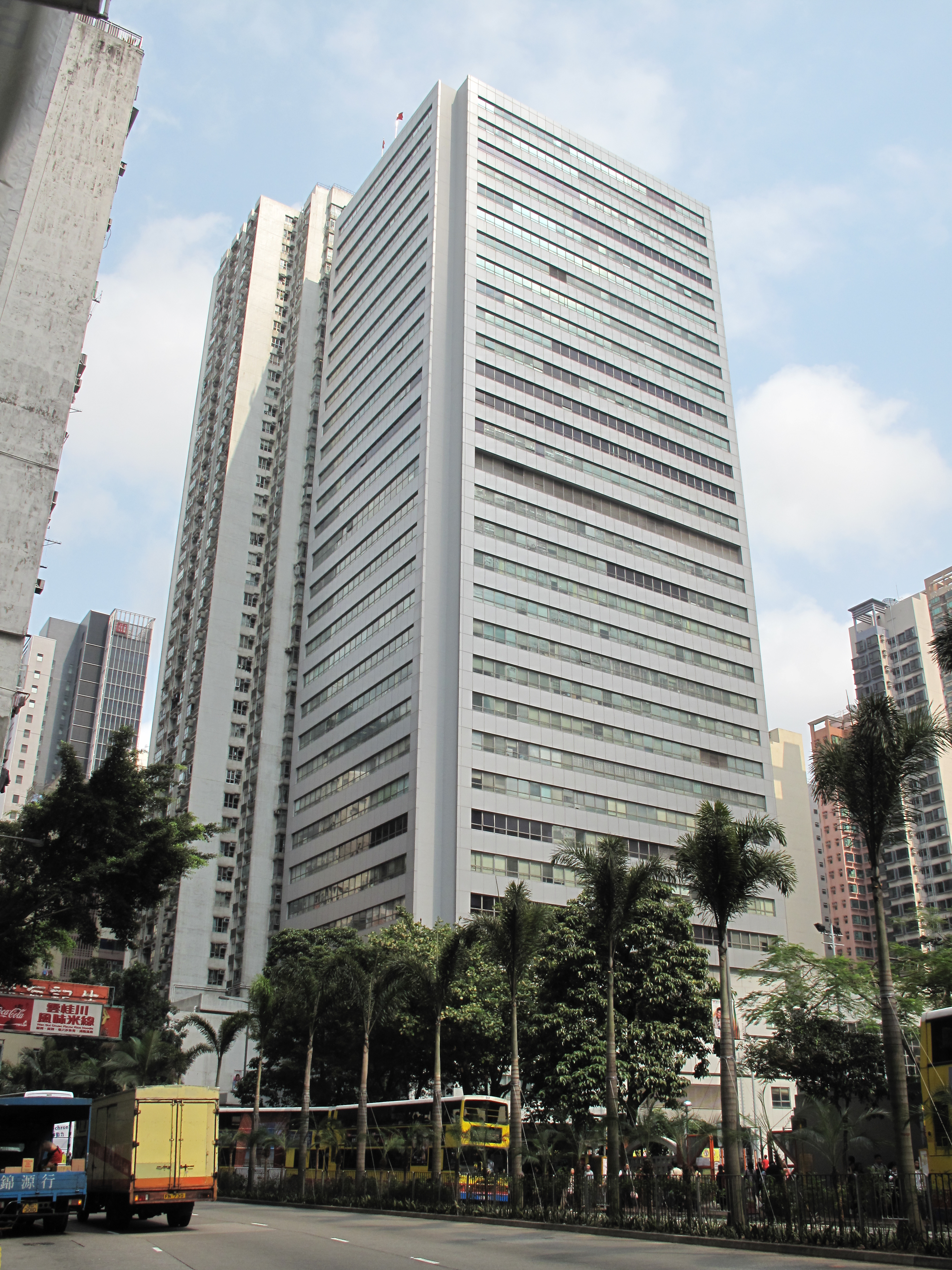
灣仔修頓中心

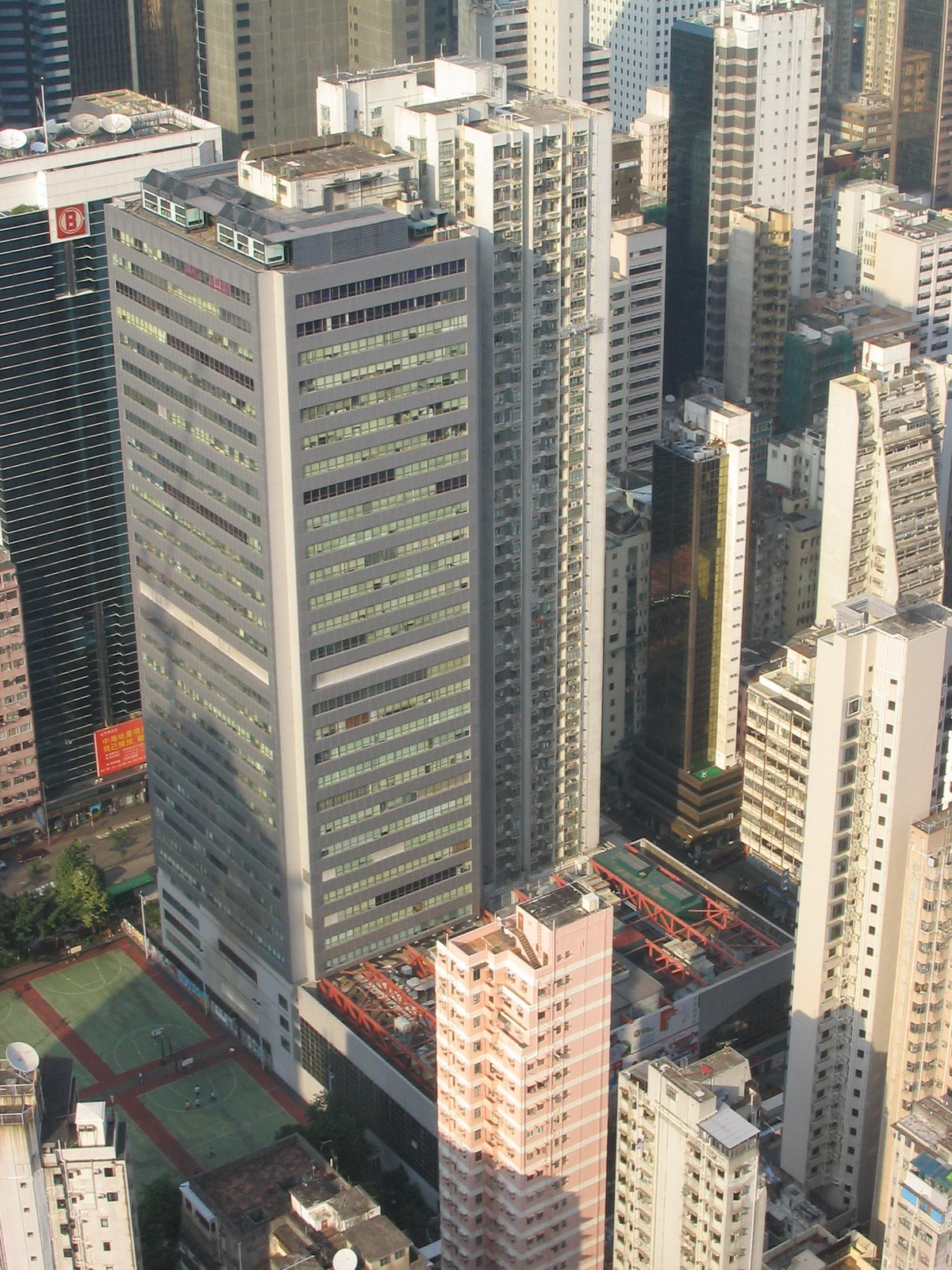
修頓中心為圖中銀色建築物

修頓中心（英語：Southorn Centre）位於香港灣仔軒尼詩道130號，貼鄰港鐵灣仔站，西面毗鄰修頓球場，東面毗鄰修頓花園。原址是修頓場館、福利會及1935年啟用的貝夫人健康院，1982年貝夫人健康院原址的場所及修頓場館等建築物為配合地鐵灣仔站工程拆卸，健康院暫時遷離原址，之後重建為修頓中心、修頓花園及修頓室內場館建築群，貝夫人健康院於1989年遷回重建後的修頓中心內，至2006年門診部遷到鄧肇堅醫院社區日間醫療中心內，貝夫人美沙酮診所則留在毗鄰的修頓花園地下繼續服務。
修頓中心是政府及社區之綜合辦公大樓，於1985年5月以1.7億元（後增至2億）代建費向地鐵購入，1988年落成，樓高30層，樓面積約40,000平方米，大樓以前輔政司修頓命名。
修頓中心是由恒隆地產、新世界發展、廖創興企業、萬邦投資及中建企業合組的財團及前地下鐵路公司（今港鐵公司）發展所發展的灣仔站上蓋物業發展的一部分，另一部分是修頓花園，基座為香港遊樂場協會的修頓室內場館及商業部分，商業部分前身為運通泰大酒樓，現時為華人置業的灣仔電腦城，除1樓及2樓有140間商舖售賣電腦產品及配件，地下商舖亦包括香港中國旅行社、南洋商業銀行等及貝夫人美沙酮診所和灣仔民政事務處諮詢中心。
修頓中心曾經於2004年間進行外牆粉飾工程。
麥當勞曾在修頓中心設地下商鋪，一直營業至2022年5月尾結業；其後鋪位變為譚仔雲南米線。

## 社區及政府設施
修頓中心商業部分為地鐵代建之政府合署，為灣仔區主要社區及政府辦公大樓，包括有以下政府部門及公營機構的辦事處：
- 衛生署（地下 - 貝夫人美沙酮診所、2樓及7樓）
- 民政事務總署（地下 - 灣仔民政諮詢中心、1樓、3樓、4樓、6樓、11樓、15樓、21樓 - 灣仔民政事務處及灣仔區議會秘書處、29樓-31樓）
- 民政及青年事務局（關愛基金部）（4樓）
- 勞工處（3樓、16樓、22樓）
- 環境保護署（5樓、24樓-28樓）
- 地政總署（5樓、18樓-20樓）
- 香港考試及評核局（12樓-14樓）
- 民眾安全服務隊（15樓、24樓）
- 社會福利署（22樓-24樓）

同時也有一些社會機構駐於這幢大樓內，包括：
- 灣仔區街坊福利會（地下）
- 香港家庭計劃指導會（地下、8樓-10樓）
- 循道衛理（修頓老人中心）（5樓）
- 香港紅十字會（青年發展服務 港島總部）、香港國際社會服務社（6樓）
- 香港遊樂場協會（地下 - 修頓室內場館、11樓）
- 明愛樂協會（香港中心）（12樓）
- 香港戒毒會（港島社會服務中心）（15樓）
- 香港家庭福利會（20樓）

值得一提的是，環境保護署的總部以前也是設在這幢大樓內，位處於修頓中心28樓，但在2005年4月1日環境運輸及工務局環境科與環境保護署合併，遷往稅務大樓後，舊總部的設施已改為收發文件接待處。

## 圖集

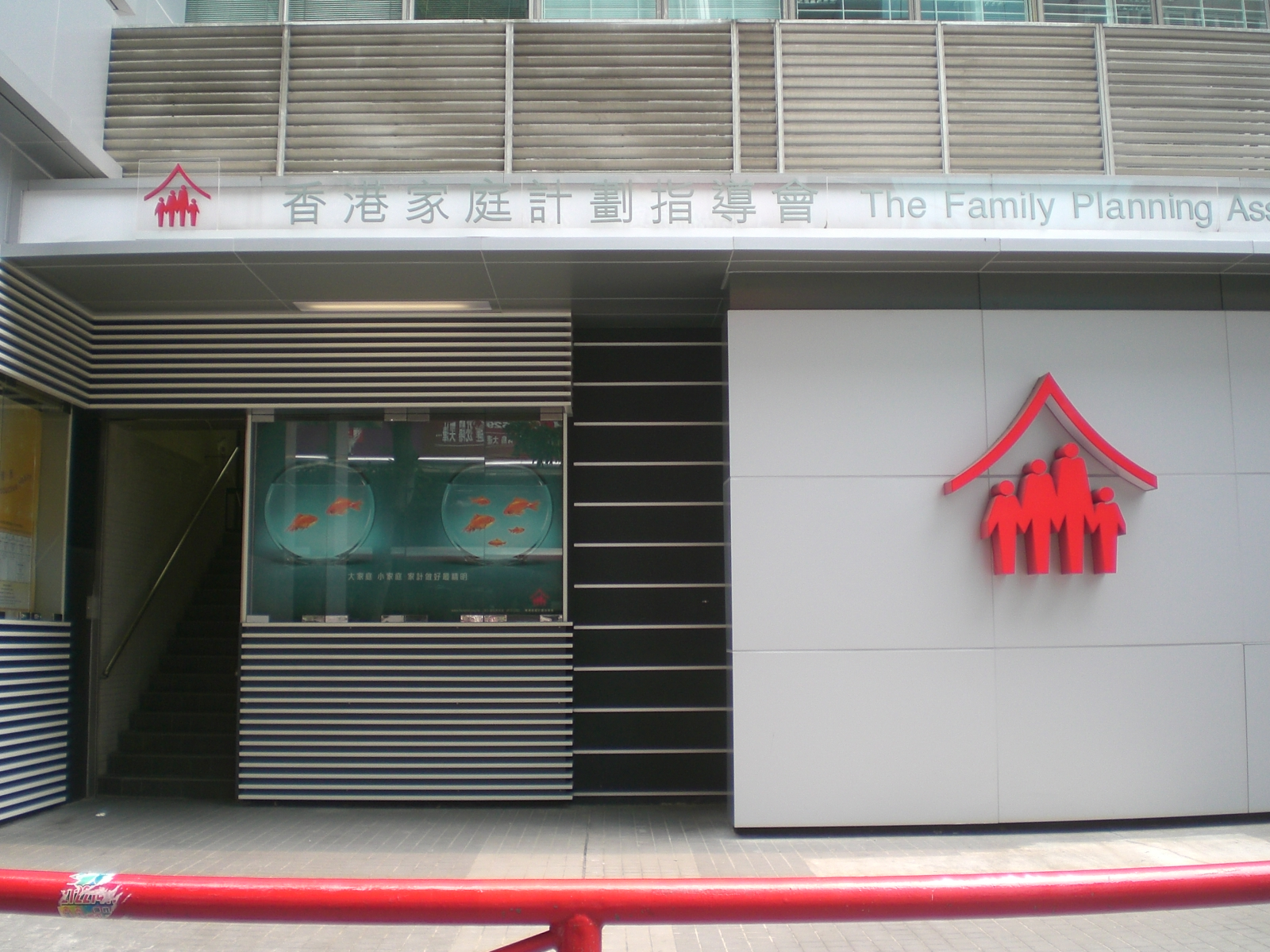
修頓中心的灣仔家計會總會
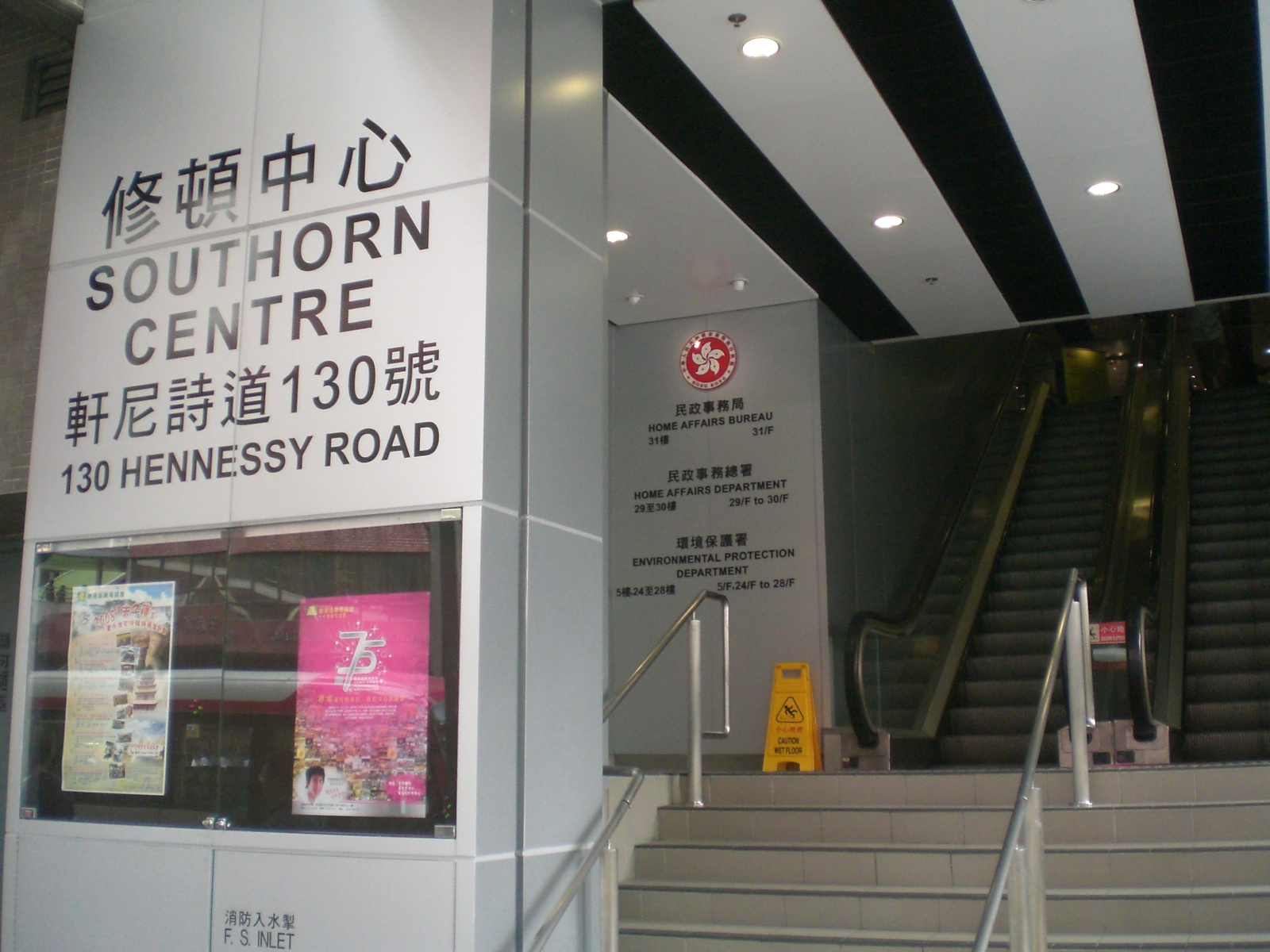
修頓中心入口
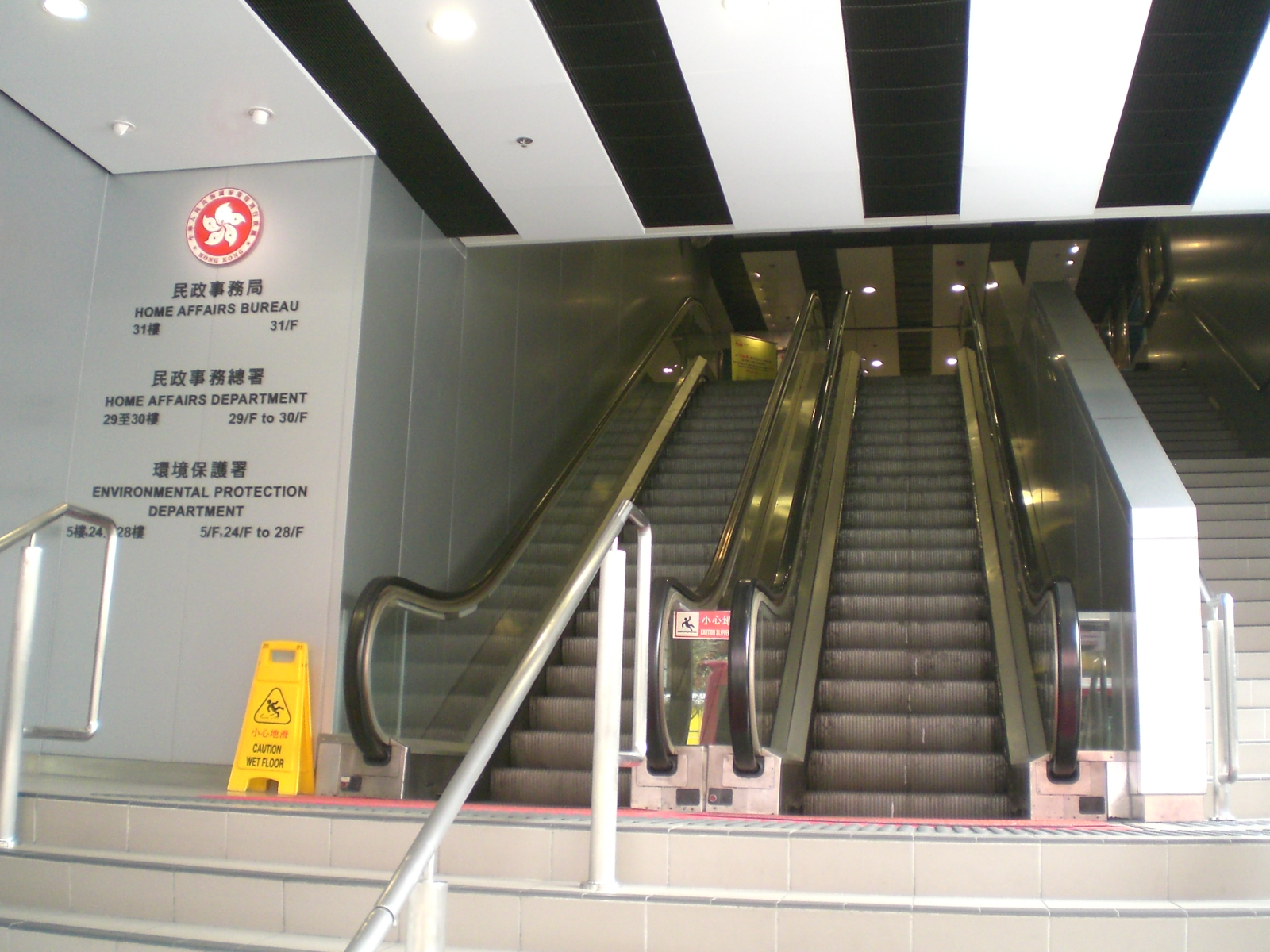
修頓中心入口，左旁為所在的政府部門